# دوروتی هاول
دوروتی هاول (انگلیسی: Dorothy Howell؛ ‏ ۱۰ مهٔ ۱۸۹۹ – ۸ ژوئن ۱۹۷۱) فیلم‌نامه‌نویس بود.
از فیلم‌هایی که وی در آن‌ها نقش داشته‌است، می‌توان به قهرمان دانشکده، زیردریایی و گرداب اشاره نمود.